# Kamal Saaliti
Kamal Saaliti (Midar, 2 agosto 1979) è un ex calciatore norvegese, di ruolo attaccante.

## Carriera

### Club
Saaliti ha debuttato nell'Eliteserien il 25 ottobre 1998, subentrando a Fredrik Thorsen nella vittoria per 0-5 sul campo dello Strømsgodset. Ha giocato 2 partite nella massima divisione locale, per trasferirsi poi in prestito all'Ullern, in 2. divisjon.
Nel 2002 è passato a titolo definitivo all'Hønefoss, in 1. divisjon. Ha esordito con questa casacca il 14 aprile dello stesso anno, subentrando a Rickard Axberg nella vittoria per 1-3 maturata sul campo dell'Åsane. Il 7 luglio successivo, nella sfida di ritorno contro l'Åsane, ha trovato la prima rete in campionato. Ha chiuso la stagione con 26 presenze e 11 reti nella 1. divisjon.
Alla fine del 2002, ha sostenuto un provino con la Torres. Il giocatore si è trasferito in Sardegna con la formula del prestito. È tornato poi all'Hønefoss, con cui ha centrato la promozione in Eliteserien nel campionato 2009. Il 5 aprile 2010 ha la segnato così la prima rete nella massima divisione norvegese, nella sconfitta per 5-1 contro l'Haugesund. Al termine del campionato 2010, il club è tornato in 1. divisjon.
Il 5 gennaio 2011 è stato reso noto il suo passaggio al Sandnes Ulf, sempre in 1. divisjon. Ha debuttato con questa casacca il 3 aprile, nella sconfitta interna per 0-1 contro il Bryne. Il 17 aprile ha trovato il primo gol con questa casacca, nel 3-0 inflitto al Bodø/Glimt. Al termine dall'annata, il Sandnes Ulf ha guadagnato la promozione.
Il 31 agosto 2012 è passato al Sandefjord, tornando in 1. divisjon. Ha esordito il 2 settembre, nel pareggio interno per 3-3 contro il Notodden, sfida in cui ha trovato una rete. Rimasto in squadra per quasi un anno esatto, ha totalizzato 19 presenze e 3 reti tra tutte le competizioni.
Il 5 agosto 2013, si è trasferito al Notodden, in 2. divisjon. Rimasto in squadra fino al termine del campionato 2016, si è poi accordato con l'Oslo City, in 4. divisjon.
A settembre 2017 è passato allo Jevnaker, sempre in 4. divisjon.

## Statistiche

### Presenze e reti nei club
Statistiche aggiornate al 3 novembre 2017.
| Stagione           | Club               | Campionato         | Campionato | Campionato | Coppe nazionali | Coppe nazionali | Coppe nazionali | Coppe continentali | Coppe continentali | Coppe continentali | Supercoppe | Supercoppe | Supercoppe | Totale | Totale |
| Stagione           | Club               | Comp               | Pres       | Reti       | Comp            | Pres            | Reti            | Comp               | Pres               | Reti               | Comp       | Pres       | Reti       | Pres   | Reti   |
| ------------------ | ------------------ | ------------------ | ---------- | ---------- | --------------- | --------------- | --------------- | ------------------ | ------------------ | ------------------ | ---------- | ---------- | ---------- | ------ | ------ |
| 1998               | Vålerenga          | ES                 | 1          | 0          | CN              | ?               | ?               | CdC                | 0                  | 0                  | -          | -          | -          | 1+     | 0+     |
| 1999               | Vålerenga          | ES                 | 1          | 0          | CN              | ?               | ?               | -                  | -                  | -                  | -          | -          | -          | 1+     | 0+     |
| 2000               | Vålerenga          | ES                 | 0          | 0          | CN              | ?               | ?               | -                  | -                  | -                  | -          | -          | -          | ?      | ?      |
| Totale Vålerenga   | Totale Vålerenga   | Totale Vålerenga   | 2          | 0          |                 | ?               | ?               |                    | 0                  | 0                  |            | -          | -          | 2+     | 0+     |
| 2001               | Ullern             | 2D                 | ?          | ?          | CN              | ?               | ?               | -                  | -                  | -                  | -          | -          | -          | ?      | ?      |
| 2002               | Hønefoss           | 1D                 | 26         | 11         | CN              | ?               | ?               | -                  | -                  | -                  | -          | -          | -          | 26+    | 11+    |
| gen.-giu. 2003     | Torres             | C1                 | 3          | 0          | CI-C            | -               | -               | -                  | -                  | -                  | -          | -          | -          | 3      | 0      |
| lug.-dic. 2003     | Hønefoss           | 1D                 | 4          | 1          | CN              | -               | -               | -                  | -                  | -                  | -          | -          | -          | 4      | 1      |
| 2004               | Hønefoss           | 1D                 | 29         | 9          | CN              | ?               | ?               | -                  | -                  | -                  | -          | -          | -          | 29+    | 9+     |
| 2005               | Hønefoss           | 1D                 | 30         | 8          | CN              | 5               | 2               | -                  | -                  | -                  | -          | -          | -          | 35     | 10     |
| 2006               | Hønefoss           | 1D                 | 24         | 10         | CN              | ?               | ?               | -                  | -                  | -                  | -          | -          | -          | 24+    | 10+    |
| 2007               | Hønefoss           | 1D                 | 29         | 8          | CN              | ?               | ?               | -                  | -                  | -                  | -          | -          | -          | 29+    | 8+     |
| 2008               | Hønefoss           | 1D                 | 29         | 7          | CN              | ?               | ?               | -                  | -                  | -                  | -          | -          | -          | 29+    | 7+     |
| 2009               | Hønefoss           | 1D                 | 18         | 10         | CN              | ?               | ?               | -                  | -                  | -                  | -          | -          | -          | 18+    | 10+    |
| 2010               | Hønefoss           | ES                 | 22+3       | 1+1        | CN              | 3               | 2               | -                  | -                  | -                  | -          | -          | -          | 28     | 4      |
| Totale Hønefoss    | Totale Hønefoss    | Totale Hønefoss    | 211+3      | 65+1       |                 | 5+              | 2+              |                    | -                  | -                  |            | -          | -          | 219+   | 68+    |
| 2011               | Sandnes Ulf        | 1D                 | 29         | 15         | CN              | 3               | 0               | -                  | -                  | -                  | -          | -          | -          | 32     | 15     |
| gen.-ago. 2012     | Sandnes Ulf        | ES                 | 19         | 3          | CN              | 1               | 1               | -                  | -                  | -                  | -          | -          | -          | 20     | 4      |
| Totale Sandnes Ulf | Totale Sandnes Ulf | Totale Sandnes Ulf | 48         | 18         |                 | 4               | 1               |                    | -                  | -                  |            | -          | -          | 52     | 19     |
| ago.-dic. 2012     | Sandefjord         | 1D                 | 11+1       | 2+0        | CN              | -               | -               | -                  | -                  | -                  | -          | -          | -          | 12     | 2      |
| gen.-ago. 2013     | Sandefjord         | 1D                 | 5          | 0          | CN              | 2               | 1               | -                  | -                  | -                  | -          | -          | -          | 7      | 1      |
| Totale Sandefjord  | Totale Sandefjord  | Totale Sandefjord  | 16+1       | 2+0        |                 | 2               | 1               |                    | -                  | -                  |            | -          | -          | 19     | 3      |
| ago.-dic. 2013     | Notodden           | 2D                 | 12         | 4          | CN              | -               | -               | -                  | -                  | -                  | -          | -          | -          | 12     | 4      |
| 2014               | Notodden           | 2D                 | 24         | 8          | CN              | 2               | 0               | -                  | -                  | -                  | -          | -          | -          | 26     | 8      |
| 2015               | Notodden           | 2D                 | 24         | 16         | CN              | 2               | 0               | -                  | -                  | -                  | -          | -          | -          | 26     | 16     |
| 2016               | Notodden           | 2D                 | 23         | 6          | CN              | 1               | 0               | -                  | -                  | -                  | -          | -          | -          | 24     | 6      |
| Totale Notodden    | Totale Notodden    | Totale Notodden    | 83         | 34         |                 | 5               | 0               |                    | -                  | -                  |            | -          | -          | 88     | 34     |
| gen.-set. 2017     | Oslo City          | 4D                 | ?          | ?          | -               | -               | -               | -                  | -                  | -                  | -          | -          | -          | ?      | ?      |
| set.-dic. 2017     | Jevnaker           | 4D                 | ?          | ?          | CN              | -               | -               | -                  | -                  | -                  | -          | -          | -          | ?      | ?      |
| Totale             | Totale             | Totale             | 363+4+     | 119+1+     |                 | 16+             | 4+              |                    | -                  | -                  |            | -          | -          | 383+   | 124+   |

## Palmarès

### Club

#### Competizioni nazionali
- 1. divisjon: 1

Hønefoss: 2011